# Ley de Asentamientos Rurales

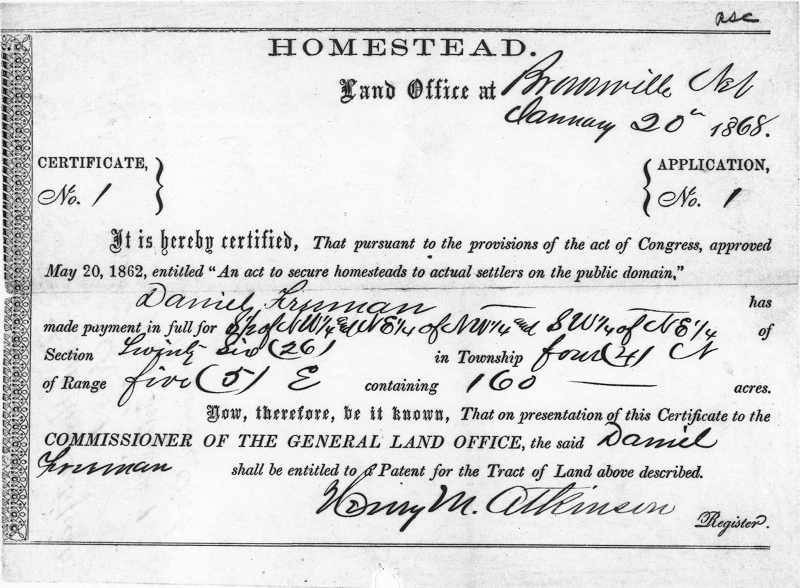
Certificado de una propiedad en Nebraska obtenida bajo la Ley de Propiedades Rurales (Homestead Act) en 1868.

La Ley de Asentamientos familiares (en inglés, Homestead Act) fue una ley de los Estados Unidos de América creada por el presidente Abraham Lincoln el 20 de mayo de 1862.
Para atraer a los inmigrantes, el gobierno de EE. UU. decretó en 1862, la Homestead Act, que define la titularidad de una propiedad de 65 hectáreas a los que la cultivan desde hace cinco años. Cualquier persona que nunca hubiese tomado las armas contra el gobierno de los EE. UU., incluyendo los esclavos liberados, podían presentar una solicitud de reivindicación de una concesión de tierras federales. Esta ley aumentó considerablemente el flujo de inmigrantes europeos a los Estados Unidos, quienes participaron en la ocupación del vasto oeste de Estados Unidos de forma crucial.  La conquista del Oeste, que se inició con la compra de Luisiana y terminó con la compra del sur de Arizona en 1853, coincidió con el periodo de industrialización de los EE. UU.